# پریدوروژنی
پریدوروژنی (به لاتین: Pridorozhny) یک منطقهٔ مسکونی در روسیه است که در استان آستراخان واقع شده‌است.